# Condado de Nassau (Nueva York)
El condado de Nassau es un condado del estado estadounidense de Nueva York, situado en el área metropolitana de Nueva York, y localizado al este de la ciudad de Nueva York, en Long Island. Según el censo de 2000, la población era de 1.334.544 personas. La sede del condado es Mineola.
El nombre del condado viene de un antiguo nombre de Long Island, que en un tiempo se llamó Nassau, por William de Nassau, príncipe de Orange (quien luego se convertiría en el rey Guillermo III de Inglaterra). Los colores de la bandera del condado, azul y naranja, también son los colores de la Casa de Orange.
Juntos, los condados de Nassau y Suffolk son referidos por los residentes del área, como "Long Island", para diferenciarlos de los distritos neoyorquinos de Queens (condado de Queens) y Brooklyn (condado de Kings), que geográficamente son el extremo occidental de la isla.
En 2005, la revista Forbes citó al condado de Nassau, así como a su vecino condado de Suffolk, como la región más segura en los Estados Unidos, con los índices de criminalidad más bajos.
Según datos de 2004, el condado de Nassau es el condado más rico per cápita del Estado de Nueva York y el sexto de la nación, con unos ingresos medios de 78.762 dólares. En 2005, Nassau era segunda en Estados Unidos por impuestos sobre la propiedad, con 7025 dólares de promedio.

## Historia
El condado de Nassau era originariamente el 70 por ciento del condado de Queens, cuando Nueva York fue dividido en 12 condados en 1683. Lo formaban dos ciudades, Hempstead y Oyster Bay. Durante la guerra de independencia estadounidense, la ciudad de Hempstead fue dividida en dos, cuando los revolucionarios formaron la nueva ciudad de North Hempstead, dejando a la mayoría lealista en la ciudad de Hempstead. 
Después de la formación de la ciudad del Gran Nueva York (hoy, Nueva York), en 1898, la parte del condado de Queens que no fue anexada a la ciudad, consistente en las ciudades de North Hempstead y Oyster Bay y la mayor parte de Hempstead (excepto la península de Rockaway, que decidió unirse a la ciudad de Nueva York), se constituyó en el nuevo condado de Nassau, mas no tuvo lugar hasta un año después, en 1899. 
Se consideraron otros nombres para el condado: Matinecock (actualmente un pueblo en el condado tiene ese nombre), Norfolk (presumiblemente por su proximidad al condado de Suffolk), Bryant y Sagamore, aunque Nassau tiene la ventaja histórica de haber tenido en un tiempo el nombre de Long Island por sí misma.
El Consejo de Seguridad de las Naciones Unidas fue ubicado temporalmente en el condado de Nassau, entre 1946 y 1951, con sede en Sperry Gyroscope, situado en el pueblo de Lake Success, cerca de la frontera con el condado de Queens. Fue aquí donde el 27 de junio de 1950, el Consejo de Seguridad votó el apoyo al Presidente de los Estados Unidos, Harry S. Truman, para enviar una coalición de fuerzas a la península de Corea.
Durante la segunda mitad del siglo XX, el condado de Nassau recibió una gran oleada de población procedente de los cinco distritos de la ciudad de Nueva York, especialmente de Brooklyn y de Queens, quienes dejaron sus moradas urbanas, por un asentamiento más periférico. Esto llevó a un gran crecimiento de población en el condado, especialmente en la costa sur.

## Geografía
De acuerdo con la Oficina del Censo de los Estados Unidos, el condado tiene una superficie total de 1.173 km² (453 mi²). De ellos, 743 km² (287 mi²) están situados en tierra firme y 431 km² (166 mi²) de ellos, son aguas.
El condado de Nassau ocupa la porción de Long Island contigua a la ciudad de Nueva York, en el extremo sureste del Estado de Nueva York.
Limita al norte con Long Island Sound (un brazo del océano Atlántico, que desemboca en el río East), que la separa del distrito neoyorquino de Bronx, el condado de Westchester y el de Fairfield (en el Estado de Connecticut). Al Sur, con el Océano Atlántico. Al Este con el condado de Suffolk. Y al oeste con el distrito neoyorquino de Queens.

### Condados adyacentes
- Condado de Queens (oeste)
- Condado de Suffolk (este)
- Condado de Bronx (oeste-noroeste, a través de Long Island Sound)
- Condado de Westchester (noroeste, a través de Long Island)
- Condado de Fairfield, Connecticut (norte, a través de Island Sound)

## Demografía
En el censo de 2000, había 3.334.544 personas, 2.947.387 hogares y 1.347.172 familias residiendo en el condado. La densidad de población era de 1.797/km² (4.655/mi²). 
La configuración racial del condado era 79,30% blancos, 10,01% afroamericanos, 0,16% nativos americanos, 4,73% asiáticos, 0,03% de las Islas del Pacífico, 3,57% de otras razas y el 2,12% de dos o más razas. Hispanos o latinos (que pueden ser de cualquier raza) eran el 10,09% de la población.
Los italoestadounidenses conforman una gran población de Nassau y hay numerosas comunidades italianas en el condado. Hay una pequeña población sij en el condado de Nassau, lo cual es evidente por la presencia de dos templos sij (llamados Gurdwaras); uno está localizado en Plainview y el otro en Glen Cove. Otros grupos de descendientes de europeos significativos son los irlandeses (17,43 %), alemanes (13,20 %) e ingleses (3,07 %).
De acuerdo con la Oficina del Censo, la población del condado aumento a 3.433.137 personas en 2005, aunque se había incrementado previamente en 2004, hasta 3.399.641 personas.

## Localidades

### Ciudades
Glen Cove |
Long Beach 

### Pueblos, villas y lugares designados por el censo
- Hempstead

Villas
Atlantic Beach · Bellerose · Cedarhurst · East Rockaway · Floral Park · Freeport · Garden City · Hempstead · Hewlett Bay Park · Hewlett Harbor · Hewlett Neck · Island Park · Lawrence · Lynbrook · Malverne · Mineola · New Hyde Park · Rockville Centre · South Floral Park · Stewart Manor · Valley Stream · Woodsburgh
Aldeas
Baldwin · Baldwin Harbor · Barnum Island · Bay Park · Bellerose Terrace · Bellmore · East Atlantic Beach · East Garden City · East Meadow · Elmont · Franklin Square · Garden City South · Harbor Isle · Hewlett · Inwood · Lakeview · Levittown · Lido Beach · Malverne Park/Malverne Oaks · Merrick · North Bellmore · North Lynbrook · North Merrick · North Valley Stream · North Wantagh · Oceanside · Point Lookout · Roosevelt · Salisbury (South Westbury) · Seaford · South Hempstead · South Valley Stream · Uniondale · Wantagh · West Hempstead · Woodmere
- North Hempstead

Villas
Baxter Estates · East Hills · East Williston · Floral Park · Flower Hill · Garden City · Great Neck · Great Neck Estates · Great Neck Plaza · Kensington · Kings Point · Lake Success · Manorhaven · Mineola · Munsey Park · New Hyde Park · North Hills · Old Westbury · Plandome · Plandome Heights · Plandome Manor · Port Washington North · Roslyn · Roslyn Estates · Roslyn Harbor · Russell Gardens · Saddle Rock · Sands Point · Thomaston · Westbury · Williston Park
Aldeas
Albertson · Carle Place · Garden City Park · Glenwood Landing · Great Neck Gardens · Greenvale · Harbor Hills · Herricks · Lakeville Estates · Manhasset · Manhasset Hills · New Cassel · New Hyde Park · North New Hyde Park · Port Washington · Roslyn Heights · Saddle Rock Estates · Searingtown · University Gardens
- Oyster Bay

Villas
Bayville · Brookville · Centre Island · Cove Neck · East Hills · Farmingdale · Lattingtown · Laurel Hollow · Massapequa Park · Matinecock · Mill Neck · Muttontown · Old Brookville · Old Westbury · Oyster Bay Cove · Roslyn Harbor · Sea Cliff  · Upper Brookville
Aldeas
Bethpage · East Massapequa · East Norwich · Glen Head · Glenwood Landing · Greenvale · Hicksville · Jericho · Locust Valley · Massapequa · North Massapequa · Old Bethpage · Oyster Bay · Plainedge Plainview · South Farmingdale · Syosset · Woodbury